# Metacemyia uncinata
Metacemyia uncinata är en tvåvingeart som först beskrevs av Thomson 1869.  Metacemyia uncinata ingår i släktet Metacemyia och familjen parasitflugor. Inga underarter finns listade i Catalogue of Life.